# Ilyocryptus brevidentatus
Ilyocryptus brevidentatus är en kräftdjursart som beskrevs av Ekman 1905. Ilyocryptus brevidentatus ingår i släktet Ilyocryptus och familjen Ilyocryptidae. Inga underarter finns listade i Catalogue of Life.